# John Wilmar Pérez
John Wilmar Pérez (Medellín, 21 februari 1970) is een voormalig Colombiaans profvoetballer, die in 2006 zijn carrière beëindigde bij de Colombiaanse club Patriotas.

## Clubcarrière
Pérez, bijgenaamd Pelusa, speelde vijftien seizoenen profvoetbal. Hij kwam als middenvelder uit voor achtereenvolgens Independiente Medellín, Deportivo Cali, Columbus Crew, Independiente Medellín en Patriotas.

## Interlandcarrière
Pérez kwam in totaal achttien keer (nul doelpunten) uit voor de nationale ploeg van Colombia in de periode 1997–2000. Onder leiding van bondscoach Hernán Darío Gómez maakte hij zijn debuut op 8 juni 1997 in een WK-kwalificatiewedstrijd tegen Uruguay (1-1). Andere debutanten in dat duel waren Víctor Bonilla en Carlos Asprilla. Pérez maakte deel uit van de selecties voor de Copa América 1997, het WK voetbal 1998 en de Olympische Spelen (1992) in Barcelona. Daar strandde de ploeg onder leiding van bondscoach Hernán Darío Gómez in de voorronde na nederlagen tegen de latere olympisch kampioen Spanje (0-4) en Egypte (3-4), en een gelijkspel tegen Qatar (1-1).

## Erelijst
Independiente Medellín
- Colombiaans landskampioen

2004
 Columbus Crew
- Lamar Hunt U.S. Open Cup

2002